# سيندي مارينا
سيندي مارينا (من مواليد 18 يوليو 1998) حاملة لقب ملكة جمال ألبانية أمريكية وملكة جمال ملكة جمال الكون ألبانيا 2019. ومثلت بلدها ألبانيا في مسابقة ملكة جمال الكون 2019. خارج مجال عارضة الأزياء والمسابقة الجمال، تُعد مارينا فريقًا يو أس سي ترويانس لكرة الطائرة للسيدات في والفريق الوطني للكرة الطائرة للسيدات في ألبانيا.

## نشأتها والتعليم
ولدت مارينا في 18 يوليو 1998 في شيكاغو ، إلينوي لوالدين من ألبانيا أرديان وكريستينا مارينا من شكودر.